# Turbines d'eix vertical

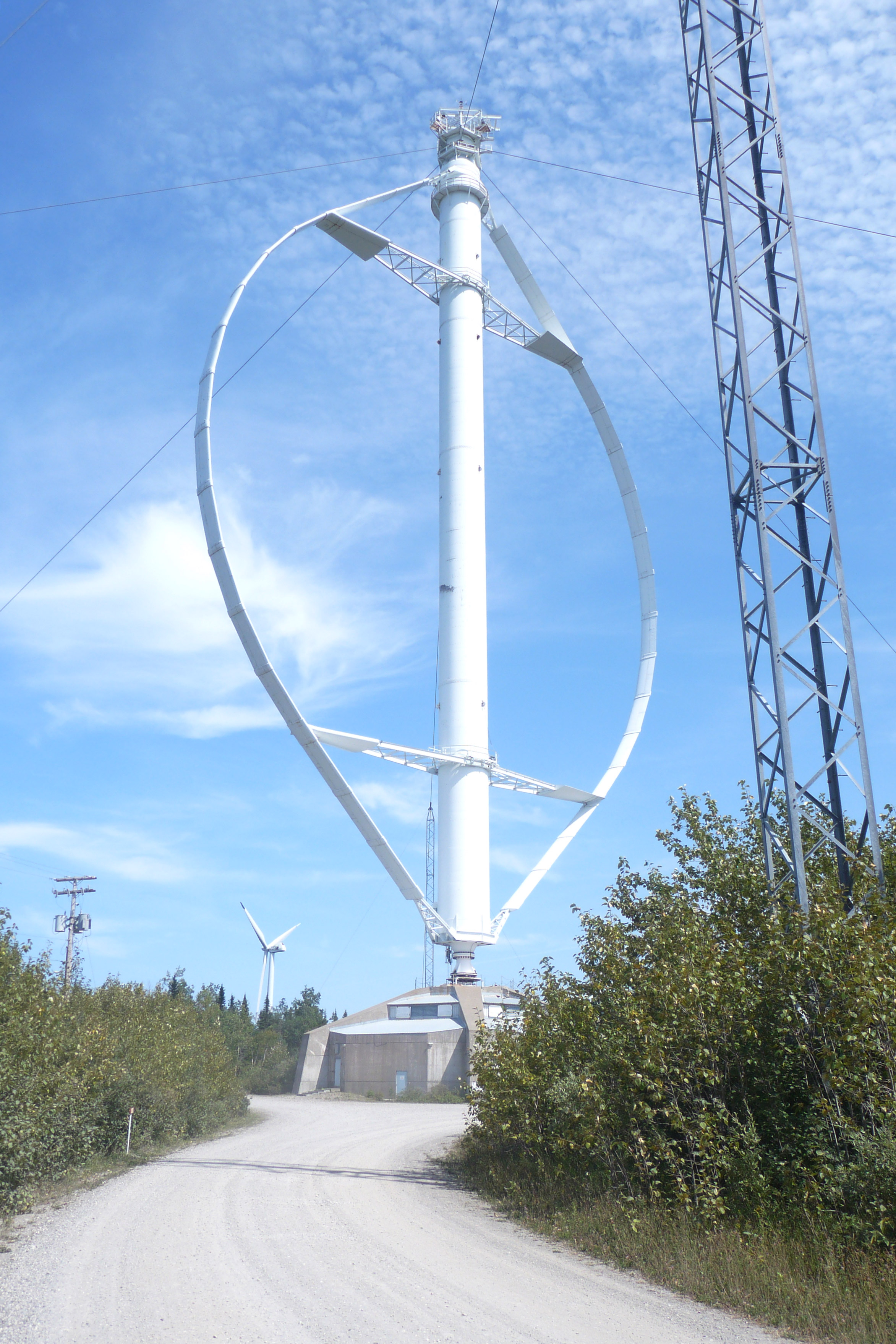
La major Turbina eòlica vertical del mòn, a Cap-chat, Quebec

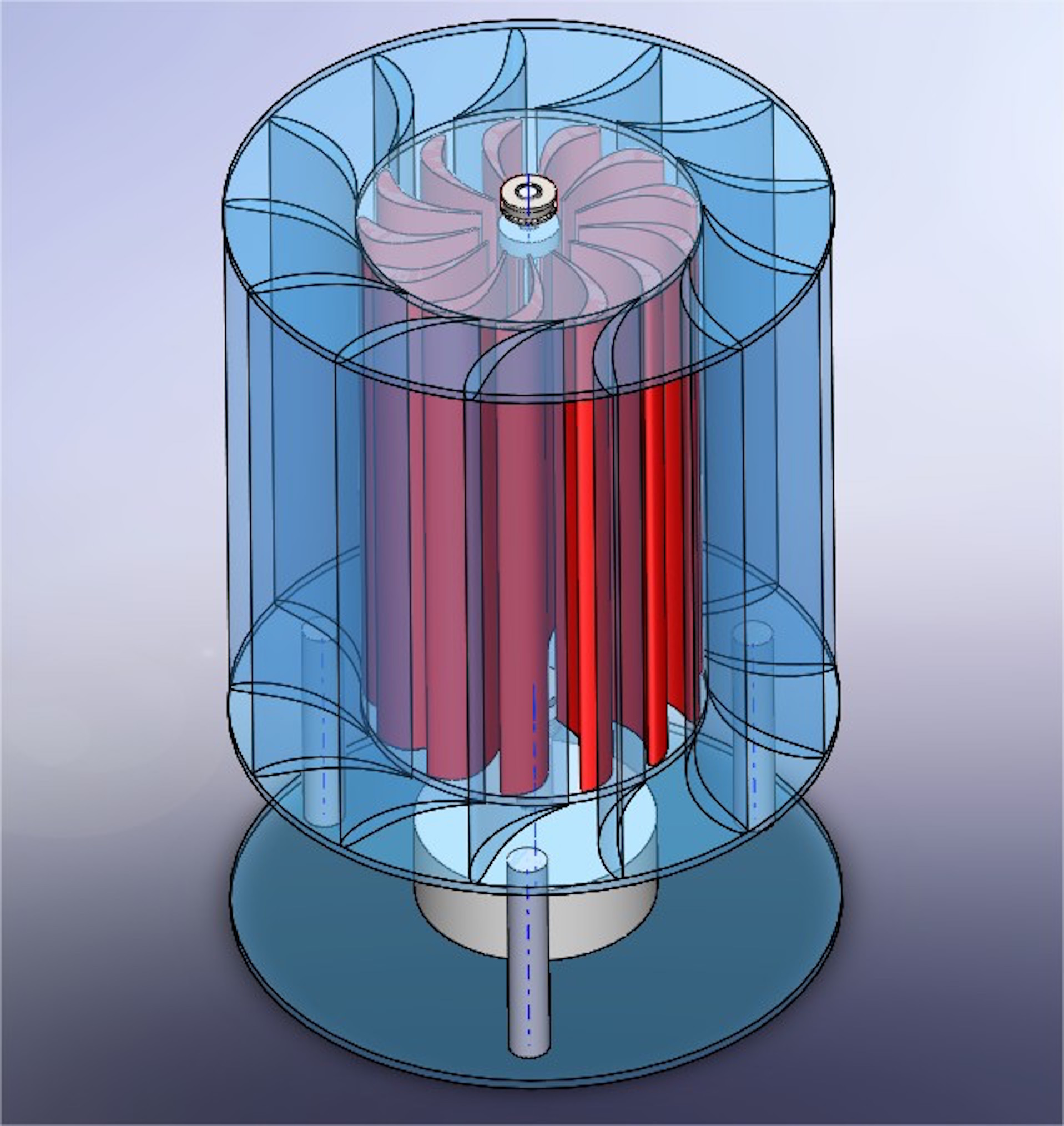
Esquemàtica del Vòrtex

Una turbina vertical eòlica (VAWT en anglès) és un tipus de turbina de eòlica on l'eix del rotor principal és posat transversalment al vent (però no necessàriament verticalment) mentre els components principals són localitzats a la base de la turbina. Aquesta configuració permet que el generador i la caixa d'engranatges multiplicadora, pugui estar vora al terra, facilitant el manteniment i la seva reparació. Aquesta turbina no necessita estar orientada cap al vent, eliminant així la necessitat de detectar la direcció de vent i els mecanismes d'orientació. La majoria de dissenys primerencs (Savonius, Darrieus i giromill) implicaven una significativa variació del parell de forces o "rissat" durant cada revolució, i moments de gran flexió de les pales. Els dissenys posteriors van millorar la resposta a les variacions del moment de forces al generar unes pales amb una torsió helicoidal (Turbina Helicoidal Gorlov) que li provoca una millor distribució de forces aplicades.
Una turbina de vent vertical té l'eix perpendicular al flux del vent i vertical al terra. Un mot usat genèric, és "Turbina eòlica d'eix transversal" o "turbina de flux creuat" Per exemple, la patent original de Darrieus (França, 1926), US Patent 1835018, ja inclou ambdues opcions.
Tant el rotor per Arrossegament com el rotor Savonius treballa típicament a Ratios TSR mes baixos que els rotors basats en la sustentació com els Darrieus i les cycloturbines.

## Aerodinàmica general
Les forces i les velocitats que actuen en una turbina Darrieus és descrita a la figura 1. El vector de velocitat resultant,{\displaystyle {\vec {W}}}, és la suma vectorial del corrent inicial sense interferències de la velocitat de l'aire, {\displaystyle {\vec {U}}}, i el vector de velocitat de la fulla d'avançar, {\displaystyle -{\vec {\omega }}\times {\vec {R}}}.
{\displaystyle {\vec {W}}={\vec {U}}+\left(-{\vec {\omega }}\times {\vec {R}}\right)}

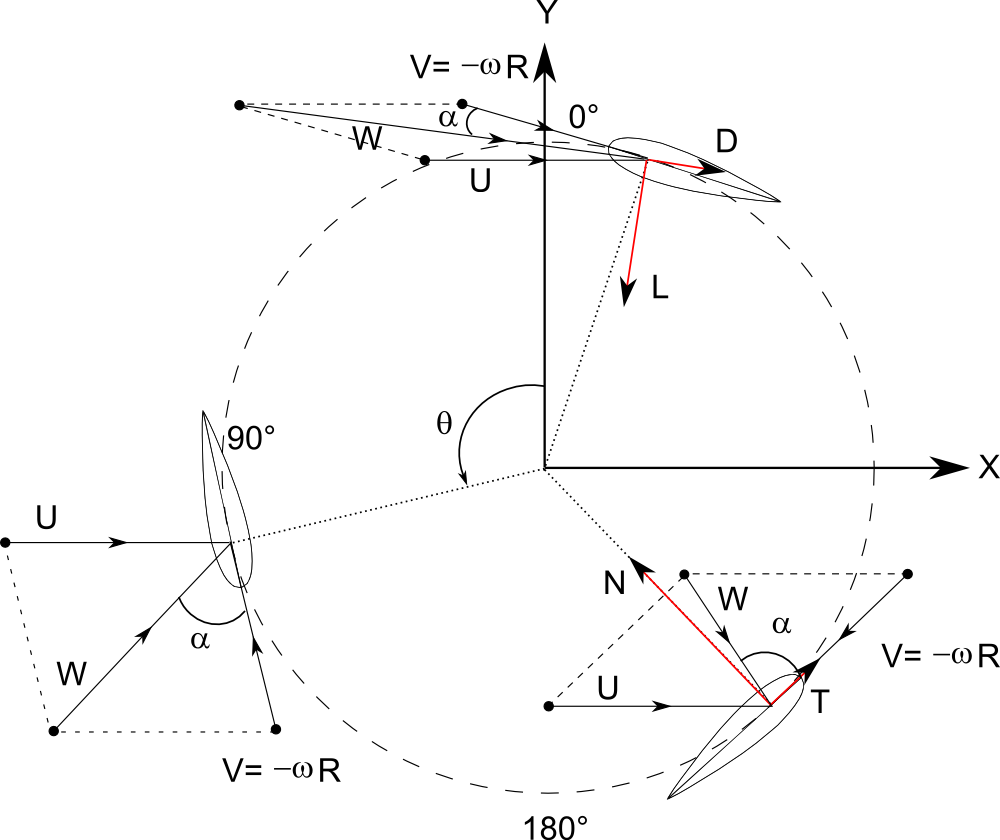
Figa1: les forces i les velocitats que actuen en una turbina Darrieus per diverses posicions azimutals.

Com que la velocitat del fluid varia a cada moment del cicle. La velocitat màxima és trobada per {\displaystyle \theta =0{}^{\circ }} i la mínima és trobada per {\displaystyle \theta =180{}^{\circ }}, on {\displaystyle \theta }és l'azimut o posició orbital de la fulla. L'angle d'atac, {\displaystyle \alpha }, és l'angle entre la velocitat d'aire entrant, W, i la vora de la fulla. El flux d'aire resultant crea un angle d'atac positiu variable, a la fulla amb un flux ascendent a la màquina, compensant el flux descendent de la màquina.
Seguint les consideracions geomètriques de velocitat angular vistes en la figura obtenim:
{\displaystyle V_{t}=R\omega +U\cos(\theta )}
I que:
{\displaystyle V_{n}=U\sin(\theta )}
Solucionant com a velocitat relativa el resultat de les components tangencials i normals:
{\displaystyle W={\sqrt {V_{t}^{2}+V_{n}^{2}}}}
Així, combinant-ho amb les definicions per la proporció de velocitat de la punta {\displaystyle \lambda =(\omega R)/U} arribaríem a l'expressió següent per la velocitat resultant:
{\displaystyle W=U{\sqrt {1+2\lambda \cos \theta +\lambda ^{2}}}}
L'angle d'atac es resol com:
{\displaystyle \alpha =\tan ^{-1}\left({\frac {V_{n}}{V_{t}}}\right)}
I quant els substituïm, obtenim:
{\displaystyle \alpha =\tan ^{-1}\left({\frac {\sin \theta }{\cos \theta +\lambda }}\right)}
La força aerodinàmica resultant és resol sempre com a component sustentacio (L) - arrossegament (D) o component normal (N) - tangencial (T). Les forces són considerades actuant al quart-punt d'acord, i el moment de capcineig és determinat per resoldre les forces aerodinàmiques. La sustentació en termes "aeronàutic" i "arrossegament" referir a les forces a través de (sustentació) i al llarg de (arrossegament) ens apropen al flux net relatiu. Els actes de força tangencials al llarg de la fulla, estirant al voltant de la fulla, i la força normal actua radialment, empenyent contra l'eix. Les forces de sustentació i d'arrossegament son útils quan tractem les forces aerodinàmiques al voltant de la fulla com la aturada dinàmica, superfície, etc.; Mentre quan tractem el rendiment global, càrregues de fatiga, etc., és més convenient de tenir un marc normal tangencial. els coeficients de sustentació i d'arrossegament són normalitzats per la pressió dinàmica del flux relatiu, mentre els coeficients normals i tangencials són normalment compensats per la pressió dinàmica de la velocitat del flux d'entrada sense turbulències.
{\displaystyle C_{L}={\frac {F_{L}}{{1}/{2}\;\rho AW^{2}}}{\text{ }};{\text{ }}C_{D}={\frac {D}{{1}/{2}\;\rho AW^{2}}}{\text{ }};{\text{ }}C_{T}={\frac {T}{{1}/{2}\;\rho AU^{2}R}}{\text{ }};{\text{ }}C_{N}={\frac {N}{{1}/{2}\;\rho AU^{2}}}}
A = Àrea de Fulla (no ha de ser confosa amb l'Àrea Escombrada, la qual és igual a l'alçada del fulla/rotor vegades el diàmetre de rotor).
R = Radi de turbina
La quantitat de potència, P, que pot ser absorbida per una turbina de vent:
{\displaystyle P={\frac {1}{2}}C_{p}\rho A\nu ^{3}}
On {\displaystyle C_{p}} és el coeficient de potència, {\displaystyle \rho } és densitat d'aire, {\displaystyle A} és l'àrea escombrada de la turbina, i {\displaystyle \nu } és la velocitat del vent.

## Avantatges
Les Turbines verticals ofereixen algunes avantatges sobre les tradicionals turbines d'eix horitzontal (HAWTs):
- Ser omni-direccionals, algunes formes no necessiten encarar el vent. Això significa que no requereixen uns mecanismes complexos i motors per orientar el rotor i les fulles.[8]
- VAWTs Generalment funcionen millor que les HAWTs davant vents turbulents i intermitents. HAWTs no recullen amb eficiència tals vents, el qual també causa fatiga accelerada.
- La caixa d'engranatges d'una VAWT absorbeix molta menys fatiga que d'un HAWT. [cal citació]
- En VAWTs, la substitució i manteniment de la caixa d'engranatges són més senzills i més eficaços, mentre la caixa d'engranatges és accessible a peu de terra, de manera que no cal cap grua o altre equipament per arribar-hi. Això redueix costos i impacte a l'entorn. Les fallades de Motor i engranatges generalment són considerablement costoses en les operacions de manteniment de HAWTs tant a terra ferma com mar endins.
- Alguns dissenys de VAWTs poden fes servir fonaments perforats, el qual molt redueix el transport de carretera de formigó i els costos de carboni de la instal·lació. Aquests ancoratges poden ser plenament reciclats al final de la seva vida.
- Les Ales del tipus Darrieus tenen una corda constant i així és més fàcil de fabricar que les fulles d'un HAWT, els quals tenen una forma i estructura molt més complexa.
- VAWTs Es poden agrupar més a prop a les granges de vent, augmentant la potència generada per unitat d'àrea de terreny.
- VAWTs Es poden instal·lar a granges de vent de HAWT a sota de les HAWTs ja existents; incrementant la potència instal·lada de la granja.[9]
- La recerca segons Caltech també ha mostrat que un disseny acurat de la granja utilitzant VAWTs pot tenir una entrega de potencia fins a deu vegades superior que una granja amb HAWT de la mateixa mida.[10]

## Desavantatges
Un dels majors reptes que fan front a turbina de vent d'eix vertical la tecnologia és parada dinàmica de les fulles ja que l'angle d'atac varia ràpidament.
Les fulles d'una VAWT són sensibles a la fatiga a causa de l'àmplia variació de forces durant cada rotació. Això pot ser compensat per l'ús de materials composite moderns i millores en el disseny que inclouen l'ús de puntes d'ala aerodinàmica que millorarien les connexions de les ales a l'eix per obtenir una càrrega estàtica. Les fulles orientades verticalment es poden torçar i corbar a cada volta, causant esquerdes i trencant les fulles.
Les VAWTs han demostrat ser menys fiables que HAWTs, tot i que els dissenys moderns de VAWTs han superat la majoria dels problemes dels dissenys primerencs.

## Aplicacions

Turbina de vent de fanal

El Windspire, una turbina petita orientada per a us individual (casa o oficina) va ser desenvolupada als inicis del 2000s per l'empresa Mariah Power, EUA. L'empresa va informar que diverses unitats havien estat instal·lades als EUA per juny 2008.
Arborwind, una empresa Ann-Arbor (Michigan, EUA), produeix una petita turbina patentada que ha estat instal·lat a diverses ubicacions dels EUA durant el 2013.
AL 2011, Sandia National Labs investigadors d'energia eòlica van començar un estudi de cinc anys per aplicar tecnologia de turbines verticals a granges eoliques mar endins. Els investigadors van declarar: "L'economia de la generació eolica a alta mar és diferent a la de turbines a terra ferma, a causa d'instal·lació i reptes operacionals. Les turbines verticals ofereixen tres grans avantatges que podrien reduir el cost d'energia eólica: un centre de gravetat de turbina més baix; complexitat reduïda de màquina; i millor escalabilitat a mides molt grans. Un centre més baix de gravetat significa una millora en estabilitat i flotació així com càrregues de fatiga gravitacionals més baixes. A més, la transmissió d'una VAWT és a o prop de la superfície, facilitant el manteniment. Menys peces, càrregues de fatiga més baixa i manteniment més senzill ens porta a uns costos de manteniment molt reduïts."
Un camp de 24 unitats de turbines verticals va ser instal·lada al sud de Califòrnia a inicis del 2010 pel professor aeronàutic John Dabiri de Caltech. El seu disseny va ser incorporat a una granja de 10 generadors instal·lada al 2013 en el Alaskan poble de Igiugig.
La ciutat de Dulas, Gales, Regne Unit, va autoritzar al març 2014 instal·lar una prototip de VAWT al trencaonades del Port Talbot. La turbina és un disseny nou, subministrat per Gal·les C-FEC (Swansea), i serà evaluat durant dos anys. Aquesta turbina VAWT incorpora un escut de vent que bloca el vent a l'avanç de les fulles, i així requereix un sensor de direcció de vent i un mecanisme de posicionament, es una proposta oposada al tipus "batedora d'ous" VAWTs comentada mes amunt.
4 Navitas (Blackpool) ha estat operant dos prototipus VAWTs des de juny 2013, basat en un tren de potencia Siemens, van d'entrar al mercat al gener 2015, amb una tecnologia compartida lliure cap a les parts interessades. 4 Navitas està escalant el procés per a un prototipus de 1 MW, (treballant sobre Tecnologia PERA) i després posarien la turbina sobre un dic flotant. Això reduirà el cost de l'energia eòlica mar endins. [cal citació]
The Dynasphere, és la 4a generació de molins eòlics d'eix vertical d'en Michael Reynolds' (conegut pels seus dissenys de casa Earthship). Aquests molins tenen dos generadors de 1.5 KW i poden produir electricitat a velocitats molt baixes.